# Sacred (The Ladder)
Sacred è il secondo album del gruppo musicale The Ladder, pubblicato nel 2007.

## Tracce
1. Body & Soul – 4:25
2. Sacred – 3:47
3. Something To Believe In – 5:30
4. All Of My Life – 5:10
5. Believe In Me – 4:15
6. Run To You – 5:24
7. Here I Am – 4:52
8. Sea Of Love – 4:16
9. Make A Wish – 6:29
10. Mean Streets – 4:33
11. Abandon Me – 4:59

## Formazione
- Steve Overland – voce
- Pete Jupp – batteria
- Bob Skeat – basso
- Gerhard Pichler - chitarra